# بالبیر سینگ کولار (بازیکن هاکی روی چمن)
بالبیر سینگ کولار (انگلیسی: Balbir Singh Kular؛ زادهٔ ۵ آوریل ۱۹۴۵) بازیکن هاکی روی چمن اهل هند بود.
وی در مسابقات کشوری و بین‌المللی در مجموع برندهٔ ۱ مدال طلا، ۱ مدال برنز شده‌است.